# Планинска кућа
Планинска кућа је кућа брвнара смештена у оквиру Спомен-парка Брдо мира у Горњем Милановцу.
Представља подсећање на једну сличну кућу коју су борци норвешког покрета отпора и тамошњи сељаци подигли на планини Стјерн, у којој су остављали храну, одећу и огрев за југословенске заробљенике који су успевали да побегну из логора, на њиховом путу до границе оближње и неутралне Шведске. 
Испред куће је постављена спомен плоча са именима пострадалих логораша.